# BT2450
Als BT2450 wird ein Test bezeichnet, mit dem im Computerschach-Bereich die Spielstärke von Schachcomputern und Schachprogrammen ermittelt werden kann. Der Test wurde zu Beginn der 1990er Jahre von den Ingenieuren Hubert Bednorz und Freddy Tönissen entwickelt, aus deren Namen sich das Kürzel „BT“ ableitet. Der Test besteht aus 30 Schachpositionen aus den verschiedenen Phasen einer Schachpartie. Als ein Vorläufer aus den 1980er-Jahren kann der Bratko-Kopec-Test aufgefasst werden.

## Durchführung
Für die Durchführung des BT2450-Tests wird die Zeit gemessen, die ein Schachcomputer oder ein Schachprogramm benötigt, um in jeder der 30 Positionen den Lösungszug zu finden. Wird die Lösung nicht innerhalb von 15 Minuten (900 Sekunden) pro Stellung gefunden, geht für die entsprechende Stellung eine Zeit von 900 Sekunden in das Testergebnis ein. Dies gilt ebenfalls, wenn ein Programm zwar den Lösungszug innerhalb von 15 Minuten findet, diesen jedoch im weiteren Verlauf der Stellungsbewertung zugunsten eines anderen vermeintlich besseren Zuges verwirft. Ermittelt ein Programm zunächst den Lösungszug, dann einen anderen und später erneut die richtige Lösung, gilt die Zeit bis zum endgültigen Auffinden der Lösung.
Das Testergebnis errechnet sich aus der Gesamtzeit zur Lösung aller 30 Positionen nach der Formel BT = 2.450 - 2 × Gesamtzeit (Zeit in Minuten) oder BT = 2.450 - Gesamtzeit / 30 (Zeit in Sekunden). Der ermittelte Wert ist begrenzt mit den international gültigen Elo-Werten vergleichbar. Dabei ist aber zu beachten, dass mit dem BT2450-Test nur die taktischen Fähigkeiten eines Programms bewertet werden. Der mit dem BT2450 erreichbare Wert liegt zwischen 1.550 und 2.450. Für Werte unter 1.650 oder über 2.300 gilt der Test jedoch als zu ungenau.
Eine überarbeitete Version des Tests wird als BT2630 bezeichnet. Dieser unterscheidet sich vom BT2450-Test durch den höheren Basiswert von 2.630 in der Formel sowie durch sieben andere Stellungen. Er wurde etwa zwei Jahre später entwickelt, um eine bessere Bewertung der gestiegenen Spielstärke von guten Schachprogrammen zu ermöglichen. Der ursprüngliche BT2450 wird mittlerweile nur noch für Schachprogramme auf Kleinstrechnern wie beispielsweise PDAs verwendet.
Eine erneute Weiterentwicklung ist der von Hubert Bednorz und Heinz-Josef Schumacher entwickelte BS2830-Test, der aus 27 Positionen besteht und nach der Formel BS = 2.830 - Gesamtzeit / 1,5 - (Gesamtzeit × Gesamtzeit) / (22 × 22) (Zeit in Minuten) berechnet wird. Diese Formel ersetzte 1998 die ursprünglich von den beiden Entwicklern des Tests vorgesehene Formel BS = 2.830 - (Gesamtzeit × Gesamtzeit) / (17 × 17).